# Simmu Tiik

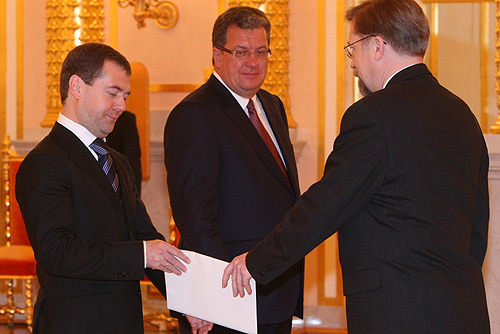
Simmu Tiik übergibt Präsident Dmitri Medwedew sein Akkreditierungsschreiben.

Simmu Tiik (* 19. Februar 1959 in Tartu) ist ein estnischer Diplomat und 2008–2012 Botschafter in Russland.
Tiik studierte an der Universität Tartu und an der Universität Kopenhagen. Nach Beendigung des Studiums wurde er ab 1993 für das Außenministerium tätig, unter anderem arbeitete er von 1997 bis 1999 an der estnischen Botschaft in Kopenhagen. Von 2003 bis 2006 war Tiik estnischer Botschafter in Irland. Seit 2008 ist er Botschafter in Russland.
Tiik spricht Englisch, Russisch und Dänisch. Er ist verheiratet und hat eine Tochter.